# Rada Mędrców w Murcji
Rada Mędrców w Murcji (hiszp. Consejo de Hombres Buenos) – trybunał rozstrzygający kwestie związane z dostępem i wykorzystaniem zasobów wodnych na obszarze Huerta de Murcia. Złożony z 7 członków reprezentujących interesy ponad 23 tysiący rolników z terenów nawadnianych.
W 2009 roku Rada Mędrców w Murcji wraz z Trybunałem Wodnym w Walencji została wpisana na listę niematerialnego dziedzictwa UNESCO.

## Opis
Rolnictwo w regionie Murcji uzależnione jest od wody dostarczanej poprzez rozbudowany system irygacyjny z rzeki Segury. Właściciele ziem nawadnianych przy pomocy tego systemu tworzą Radę Właścicieli Ziemskich z obszaru Huerta de Murcia (hiszp. Junta de Hacendados de la Huerta de Murcia) – do rady tej należy ponad 23 tysiące rolników.
7 członków z Rady Właścicieli Ziemskich tworzy Radę Mędrców – organ rozstrzygający kwestie związane z dostępem i wykorzystaniem zasobów wodnych na obszarze Huerta de Murcia (14254 ha). Rada Mędrców ma dwóch członków stałych – prezydenta i sekretarza oraz pięciu prokuratorów sprawujących urząd przez okres jednego roku. Dwóch prokuratorów reprezentuje właścicieli ziem nawadnianych przez kanał Aljufía Major, dwóch kolejnych właścicieli ziem nawadnianych przez kanał Alquibla Major i jeden właścicieli ziem nawadnianych przez kanał Churra la Nueva. Prokuratorzy wybierani są przez lokalną społeczność – jeden lub kilku, by reprezentować rolników korzystających z tego samego kanału – w 2009 roku było ich 509. Następnie co roku z tej grupy losowani są prokuratorzy zasiadający w Radzie Mędrców.
Rada obraduje w każdy czwartek o godzinie 10:00 w sali obrad plenarnych w ratuszu Murcji.
Rada Mędrców w Murcji i Trybunał Wodny w Walencji to jedyne instytucje prawa zwyczajowego uznane za prawomocne sądy w hiszpańskim systemie sprawiedliwości.